# Persone di nome Franck
| Questa pagina contiene informazioni ricavate automaticamente dalle voci biografiche con l'ausilio del template Bio e di un bot. L'aggiornamento è periodico e automatico e ricostruisce completamente la pagina. Se manca una persona in questa lista, sei pregato di non aggiungerla, ma accertati piuttosto che la sua voce biografica contenga il template Bio e che i dati anagrafici siano correttamente compilati. Se il template Bio manca, inseriscilo tu stesso o, in alternativa, metti l'avviso {{tmp\|Bio}} che ne segnala la mancanza. Se i dati riportati sono sbagliati, correggi direttamente la voce biografica; le modifiche saranno visibili in questa lista entro pochi giorni. Per chiarimenti vedi il progetto antroponimi. La lista contiene solo le 86 persone che sono citate nell'enciclopedia e per le quali è stato implementato correttamente il template Bio. Pagina aggiornata al 6 mag 2025. |

Questa è una lista di persone presenti nell'enciclopedia che hanno il nome Franck, suddivise per attività principale.

## Allenatori di calcio(4)
- Franck Dumas, allenatore di calcio e ex calciatore francese (Bayeux, n. 1968)
- Franck Haise, allenatore di calcio e ex calciatore francese (Mont-Saint-Aignan, n. 1971)
- Franck Passi, allenatore di calcio e ex calciatore francese (Bergerac, n. 1966)
- Franck Rizzetto, allenatore di calcio e ex calciatore francese (Périgueux, n. 1971)

## Allenatori di pallacanestro(1)
- Franck Mériguet, allenatore di pallacanestro e ex cestista francese (Pézenas, n. 1974)

## Archeologi(1)
- Franck Goddio, archeologo francese (Casablanca, n. 1947)

## Artisti(1)
- Invader, artista e writer francese (Francia, n. 1969)

## Attori(2)
- Franck Dubosc, attore, comico e regista francese (Le Petit-Quevilly, n. 1963)
- Franck Gastambide, attore, regista e sceneggiatore francese (Melun, n. 1978)

## Biatleti(1)
- Franck Perrot, ex biatleta francese (Moûtiers, n. 1972)

## Calciatori(36)
- Franck Atsou, ex calciatore togolese (Lomé, n. 1978)
- Franck Azzopardi, ex calciatore francese (Châtellerault, n. 1970)
- Franck Berrier, calciatore francese (Argentan, n. 1984 - Roeselare, † 2021)
- Cédric Céligny, ex calciatore francese (Pointe-à-Pitre, n. 1981)
- Franck Dja Djédjé, calciatore ivoriano (Abidjan, n. 1986)
- Franck Doté, ex calciatore togolese (n. 1975)
- Franck Durix, ex calciatore francese (Belleville, n. 1965)
- Franck Engonga, calciatore gabonese (Libreville, n. 1993)
- Franck Essomba, calciatore camerunese (Douala, n. 1987)
- Franck Etoundi, calciatore camerunese (Douala, n. 1990)
- Franck Gava, ex calciatore francese (Montargis, n. 1970)
- Franck Grandel, ex calciatore francese (Pointe-à-Pitre, n. 1978)
- Franck Manga Guela, ex calciatore ivoriano (Abidjan, n. 1986)
- Franck Honorat, calciatore francese (Tolone, n. 1996)
- Franck Jurietti, ex calciatore francese (Valence, n. 1975)
- Franck Kessié, calciatore ivoriano (Ouragahio, n. 1996)
- Franck Kom, calciatore camerunese (Bafoussam, n. 1991)
- Franck Madou, ex calciatore ivoriano (Marcory, n. 1987)
- Franck Matingou, ex calciatore della Repubblica Democratica del Congo (Nizza, n. 1979)
- Frank Nouble, calciatore inglese (Londra, n. 1991)
- Franck Obambou, calciatore gabonese (Libreville, n. 1987)
- Franck Ohandza, calciatore camerunese (Ngong, n. 1991)
- Franck Oiremoin, calciatore francese
- Frantz Pangop, ex calciatore camerunese (Douala, n. 1993)
- Franck Queudrue, ex calciatore francese (Parigi, n. 1978)
- Franck Rabarivony, ex calciatore malgascio (Tours, n. 1970)
- Franck Renou, ex calciatore francese (Ancenis, n. 1973)
- Franck Ribéry, ex calciatore francese (Boulogne-sur-Mer, n. 1983)
- Franck Sauzée, ex calciatore francese (Aubenas, n. 1965)
- Franck Signorino, ex calciatore francese (Nogent-sur-Marne, n. 1981)
- Franck Silvestre, ex calciatore francese (Parigi, n. 1967)
- Franck Songo'o, ex calciatore camerunese (Yaoundé, n. 1987)
- Franck Surdez, calciatore svizzero (Neuchâtel, n. 2002)
- Franck Tabanou, ex calciatore francese (Thiais, n. 1989)
- Franck Tanasi, ex calciatore francese (Fort-de-France, n. 1959)
- Blaise Yaméogo, calciatore burkinabé (Boudry, n. 1993)

## Canottieri(1)
- Franck Solforosi, canottiere francese (Lione, n. 1984)

## Cestisti(4)
- Franck Butter, ex cestista francese (Montereau-Fault-Yonne, n. 1963)
- Franck Cazalon, ex cestista francese (Parigi, n. 1957)
- Franck Ndongo, ex cestista camerunese (Yaoundé, n. 1988)
- Franck Yangue, cestista camerunese (Édéa, n. 1990)

## Ciclisti su strada(4)
- Franck Bonnamour, ciclista su strada francese (Lannion, n. 1995)
- Franck Bouyer, ex ciclista su strada francese (Beaupréau, n. 1974)
- Franck Perque, ex ciclista su strada e pistard francese (Amiens, n. 1974)
- Franck Renier, ex ciclista su strada francese (Laval, n. 1974)

## Direttori d'orchestra(1)
- Franck Pourcel, direttore d'orchestra, violinista e compositore francese (Marsiglia, n. 1913 - Neuilly-sur-Seine, † 2000)

## Dirigenti sportivi(3)
- Franck Azéma, dirigente sportivo, allenatore di rugby a 15 e rugbista a 15 francese (Ambilly, n. 1971)
- Franck Béria, dirigente sportivo e ex calciatore francese (Argenteuil, n. 1983)
- Franck Pineau, dirigente sportivo e ex ciclista su strada francese (Bourges, n. 1963)

## Ingegneri(1)
- Franck Thilliez, ingegnere e scrittore francese (Annecy)

## Judoka(1)
- Franck Moussima, judoka camerunese (n. 1984)

## Musicisti(1)
- Carpenter Brut, musicista francese (Poitiers)

## Nuotatori(1)
- Franck Esposito, ex nuotatore francese (Salon-de-Provence, n. 1971)

## Orologiai(1)
- Franck Muller, orologiaio svizzero (n. 1958)

## Pallavolisti(1)
- Franck Lafitte, pallavolista francese (Saint-Martin-d'Hères, n. 1989)

## Pesisti(1)
- Franck Elemba, pesista congolese (Repubblica del Congo) (Brazzaville, n. 1990)

## Piloti automobilistici(4)
- Franck Lagorce, ex pilota automobilistico francese (L'Haÿ-les-Roses, n. 1968)
- Franck Mailleux, pilota automobilistico francese (Saint-Malo, n. 1985)
- Franck Montagny, ex pilota automobilistico francese (Feurs, n. 1978)
- Franck Perera, pilota automobilistico francese (Montpellier, n. 1984)

## Poeti(1)
- Francis Turner Palgrave, poeta e critico letterario britannico (Great Yarmouth, n. 1824 - Londra, † 1897)

## Politici(2)
- Franck Biancheri, politico francese (Nizza, n. 1961 - Parigi, † 2012)
- Franck Riester, politico francese (Parigi, n. 1974)

## Registi(2)
- Franck Guérin, regista e sceneggiatore francese (La Roche-sur-Yon, n. 1972)
- Franck Khalfoun, regista, sceneggiatore e attore francese (Parigi, n. 1968)

## Rugbisti a 15(2)
- Franck Mesnel, ex rugbista a 15, stilista e imprenditore francese (Neuilly-sur-Seine, n. 1961)
- Franck Tournaire, rugbista a 15 francese (Narbona, n. 1972)

## Schermidori(2)
- Franck Boidin, ex schermidore francese (Hénin-Beaumont, n. 1972)
- Franck Ducheix, ex schermidore francese (Renan, n. 1962)

## Sciatori alpini(3)
- Franck Carmagnolle, ex sciatore alpino francese (n. 1972)
- Franck Piccard, ex sciatore alpino francese (Albertville, n. 1964)
- Franck Pons, ex sciatore alpino francese (n. 1964)

## Scrittori(1)
- Franck Bouysse, scrittore francese (Brive-la-Gaillarde, n. 1965)

## Tiratori a segno(1)
- Franck Dumoulin, tiratore a segno francese (Denain, n. 1973)

## Vibrafonisti(1)
- Franck Tortiller, vibrafonista e compositore francese (Saint-Léger-sur-Dheune, n. 1963)

## Senza attività specificata(1)
- Franck Badiou, ex tiratore a segno francese (Vitry-sur-Seine, n. 1967)